# Djurgårdens IF Fotboll 1971
Djurgårdens IF Fotboll, spelade 1971 i Allsvenskan. Denna säsong kom man på en 4:e plats och blev bästa klubb i Stockholm.
Med ett hemmapubliksnitt på 8765 blev Dan Brzokoupil lagets bäste målskytt med 7 mål.